# 킬존
《킬존》(Killzone)은 1인칭 트윈 스틱스 슈팅 비디오 게임 시리즈로, 소니 인터랙티브 엔터테인먼트(SCE) 비디오 게임기 독점 시리즈이다. 주요 시리즈와 플레이스테이션 포터블 (PSP) 게임은 SCE의 자회사 게릴라 게임스에 의해 개발되었으며, 플레이스테이션 비타 게임은 영국의 게릴라 케임브리지에 의해 개발되었다. 킬존은 플레이스테이션 2, 플레이스테이션 포터블, 플레이스테이션 3, 플레이스테이션 비타, 플레이스테이션 4를 대상으로 현재 6개의 게임으로 이루어져 있다. 이 시리즈는 킬존을 기점으로 2004년 11월 플레이스테이션 2용으로 시작하였으며, 2006년 10월 킬존: 리버레이션에서 플레이스테이션 포터블을 대상으로 출시되었다. 킬존 2는 플레이스테이션 3용으로 2009년 2월에 출시되었으며, 킬존 3는 2011년 2월에 플레이스테이션 3용으로 출시되었다. 킬존: 머시너리는 2013년 9월 플레이스테이션 비타용으로 출시되었고, 이후 플레이스테이션 4의 런칭 타이틀인 킬존 쉐도우 폴이 2013년 11월에 출시되었다.

## 줄거리
이 시리즈는 24세기를 배경으로 한다.

## 게임
| 2004 | 킬존       |
| 2005 |            |
| 2006 | 리버레이션 |
| 2007 |            |
| 2008 |            |
| 2009 | 킬존 2     |
| 2010 |            |
| 2011 | 킬존 3     |
| 2012 |            |
| 2013 | 머시너리   |
| 2013 | 쉐도우 폴  |

- 킬존
- 킬존: 리버레이션
- 킬존 2
- 킬존 3
- 킬존: 머시너리
- 킬존 쉐도우 폴

| 게임             | 게임랭킹스 | 메타크리틱        |
| ---------------- | ---------- | ----------------- |
| 킬존             | -          | (PS2) 70 (PS3) 59 |
| 킬존: 리버레이션 | -          | (PSP) 77          |
| 킬존 2           | -          | (PS3) 91          |
| 킬존 3           | -          | (PS3) 84          |
| 킬존: 머시너리   | -          | (Vita) 78         |
| 킬존 쉐도우 폴   | -          | (PS4) 73          |